# Хогендорп, Дирк ван
Дирк ван Хогендорп (нидерл. Dirk van Hogendorp; 3 октября 1761 — 29 октября 1822) — голландский государственный деятель, дипломат, посол в Санкт-Петербурге, участник Наполеоновских войн.

## Биография
Дирк ван Хогендорп родился 3 октября 1761 года в Геенвлите. В 1773 году, когда его родители переехали в Ост-Индию, где его отец был назначен губернатором Явы, Хогендорп вместе со своим братом Гейсбертом Карелом (будущим министром иностранных дел Нидерландов) был отправлен на обучение в Берлинский кадетский корпус. В 1777 году он находился в Кёнигсберге на практических занятиях, а в 1778 году в сражениях с австрийцами получил свой первый боевой опыт.
В 1782 году Хогендорп в компании с Журьеном де ла Гравьером (отцом знаменитого морского писателя) совершил плавание к берегам Северной Америки, где в то время шла война за независимость, а затем и в Южную Атлантику, где посетил остров Святой Елены.
Прибыв в голландскую факторию на мысе Доброй Надежды, Гогендорп встретил там другого своего однокашника — будущего фельдмаршала графа Йорка фон Вартенбурга.
С мыса Доброй Надежды Хогендорп отправился в Ост-Индию и, прибыв в 1784 году на Яву, встретился после одиннадцатилетней разлуки со своими родителями.

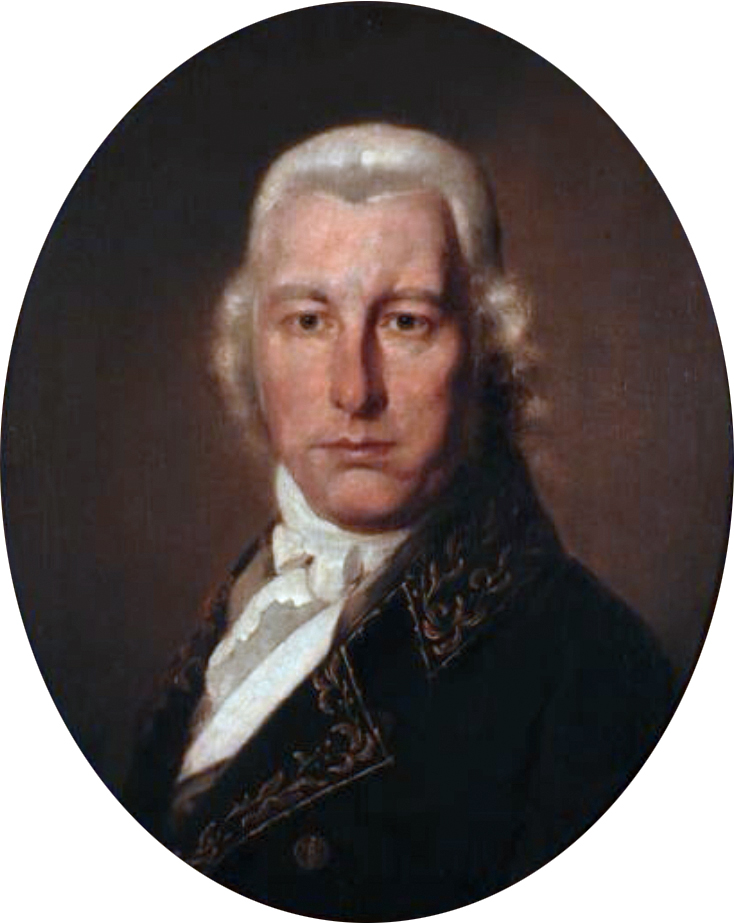
Дирк ван Хогендорп (1803)

В Ост-Индии Хогендорп неоднократно принимал участие в походах против местных племён Малакки, Селангора и других. В 1786 году назначен помощником голландского резидента в Бенгалии.
Спустя некоторое время Хогендорп резко раскритиковал существующую систему управления Ост-Индскими колониями, коррупцию колониальной администрации, контрабанду и крайнюю беспечность в снаряжении ост-индских конвоев в Европу. Он первым поднял вопрос об английской нелегальной опиумной торговле в странах Индийского океана и в Китае.
За свою публичную деятельность Хогендорп был в 1798 году арестован, но в следующем году бежал на датском судне в Европу. Вернувшись в Голландию он издал ряд брошюр, разоблачающих колониальные порядки.
Привлечённый к работе по реорганизации Голландской Ост-Индской компании, Хогендорп был назначен генерал-губернатором в Батавию, однако в должность вступить не успел, поскольку в 1802 году последовал указ о назначении его послом в Санкт-Петербург. С 1805 года он был послом в Вене, и затем Берлине.
В 1807 году Хогендорп был назначен военным министром в правительстве Луи Бонапарта, но занимал эту должность недолго, поскольку получил назначение послом в Мадрид.
С 1810 года Хогендорп был генерал-адъютантом Наполеона и генерал-губернатором Кёнигсберга, в январе 1811 года произведён в дивизионные генералы
При вторжении в 1812 году в Россию Хогендорп был 8 июля назначен Виленским генерал-губернатором и генерал-губернатором литовских департаментов, а после изгнания французов получил такую же должность в Гамбурге (в июне 1813 года).
Во время Ста дней Хогендорп поддержал Наполеона и был командиром Нантской крепости, но после поражения при Ватерлоо ему было запрещено возвращаться в Нидерланды и Хогендорп уехал в Бразилию, где купил небольшую кофейную плантацию.
Дирк ван Хогендорп скончался 22 октября 1822 года в городе Рио-де-Жанейро.